# Municipio de Port Louisa
El municipio de Port Louisa (en inglés: Port Louisa Township) es un municipio ubicado en el condado de Louisa en el estado estadounidense de Iowa. En el año 2010 tenía una población de 867 habitantes y una densidad poblacional de 8,43 personas por km².

## Geografía
El municipio de Port Louisa se encuentra ubicado en las coordenadas 41°15′10″N 91°7′42″O / 41.25278, -91.12833. Según la Oficina del Censo de los Estados Unidos, el municipio tiene una superficie total de 102.83 km², de la cual 89,83 km² corresponden a tierra firme y (12.64 %) 13 km² es agua.

## Demografía
Según el censo de 2010, había 867 personas residiendo en el municipio de Port Louisa. La densidad de población era de 8,43 hab./km². De los 867 habitantes, el municipio de Port Louisa estaba compuesto por el 97 % blancos, el 0,69 % eran amerindios, el 0,12 % eran asiáticos, el 0,35 % eran de otras razas y el 1,85 % eran de una mezcla de razas. Del total de la población el 3,34 % eran hispanos o latinos de cualquier raza.